# Anouk Hoogendijk
Pour les articles homonymes, voir Hoogendijk.
Anouk Hoogendijk, née le 6 mai 1985 à Woerden (Pays-Bas), était une joueuse néerlandaise de football féminin qui a pris sa retraite sportive en 2017. Elle jouait au poste de milieu de terrain ou parfois au poste de défenseur.

## Biographie
Anouk Hoogendijk commence sa carrière professionnelle en 2004 au SV Saestum. Elle remporte deux titre de championne des Pays-Bas en 2005 et en 2006. En 2007, elle signe au FC Utrecht avec lequel elle décroche la Coupe des Pays-Bas en 2010.
Anouk Hoogendijk quitte les Pays-Bas en 2011 pour rejoindre le Bristol Academy W.F.C.. L'année suivante, elle effectue son retour au FC Utrecht avant de signer à l'Ajax. Début 2014, elle retourne en Angleterre pour jouer à Arsenal. Six mois plus tard, elle résilie son contrat et retourne à l'Ajax avec qui elle réalise le doublé coupe-championnat en 2017. À l'issue de la saison 2016-2017, Anouk Hoogendijk met un terme à sa carrière de footballeuse.

## Equipe nationale
En équipe nationale des Pays-Bas, Anouk Hoogendijk fait ses débuts en 2004. Elle participe à la phase finale de l'Euro 2009 durant lequel elle inscrit le tir au but qui qualifie son équipe pour les demi finales de la compétition. Elle est également présente à l'Euro 2013 mais les Néerlandaises ne passent pas la phase de groupes. En 2015, elle est sélectionnée pour la Coupe du monde mais ne joue pas. Les Pays-Bas sont éliminés par le Japon en huitièmes de finale.

## Après-carrière
Après avoir arrêté sa carrière de joueuse, Anouk Hoogendijk devient consultante pour la télévision néerlandaise.
En 2019, elle participe à l'émission Danse avec les stars (Pays-Bas) où elle atteint la finale.
Le 1er mai 2020, Anouk Hoogendijk annonce sa grossesse sur Facebook et Instagram.

## Palmarès
- Championne des Pays-Bas 2005, 2006 et 2017
- Vainqueur de la Coupe des Pays-Bas 2010 et 2017
- Vainqueur de la Supercoupe des Pays-Bas 2005, 2006[3] et 2010